# HD 186568
HD 186568，又名BD+33 3572，SAO 68764、HR 7512，是一颗恒星，视星等为6.05，位于銀經68.92，銀緯5.11，其B1900.0坐标为赤經19h 40m 5.5s，赤緯+33° 5.11′ 22″。